# The Spirit
|  | Per a altres significats, vegeu «The Spirit (pel·lícula)». |

The Spirit és un personatge de ficció, de còmic, creat per Will Eisner el 1940. El còmic del mateix nom es publicava al suplement dominical d'alguns periòdics dels Estats Units. Cada història, de set pàgines, incloïa estils, tècniques i convencions narratives que altres autors de còmics anirien emprant al llarg del temps. Per aquesta raó aquest còmic és considerat un dels més influents en la història del medi.

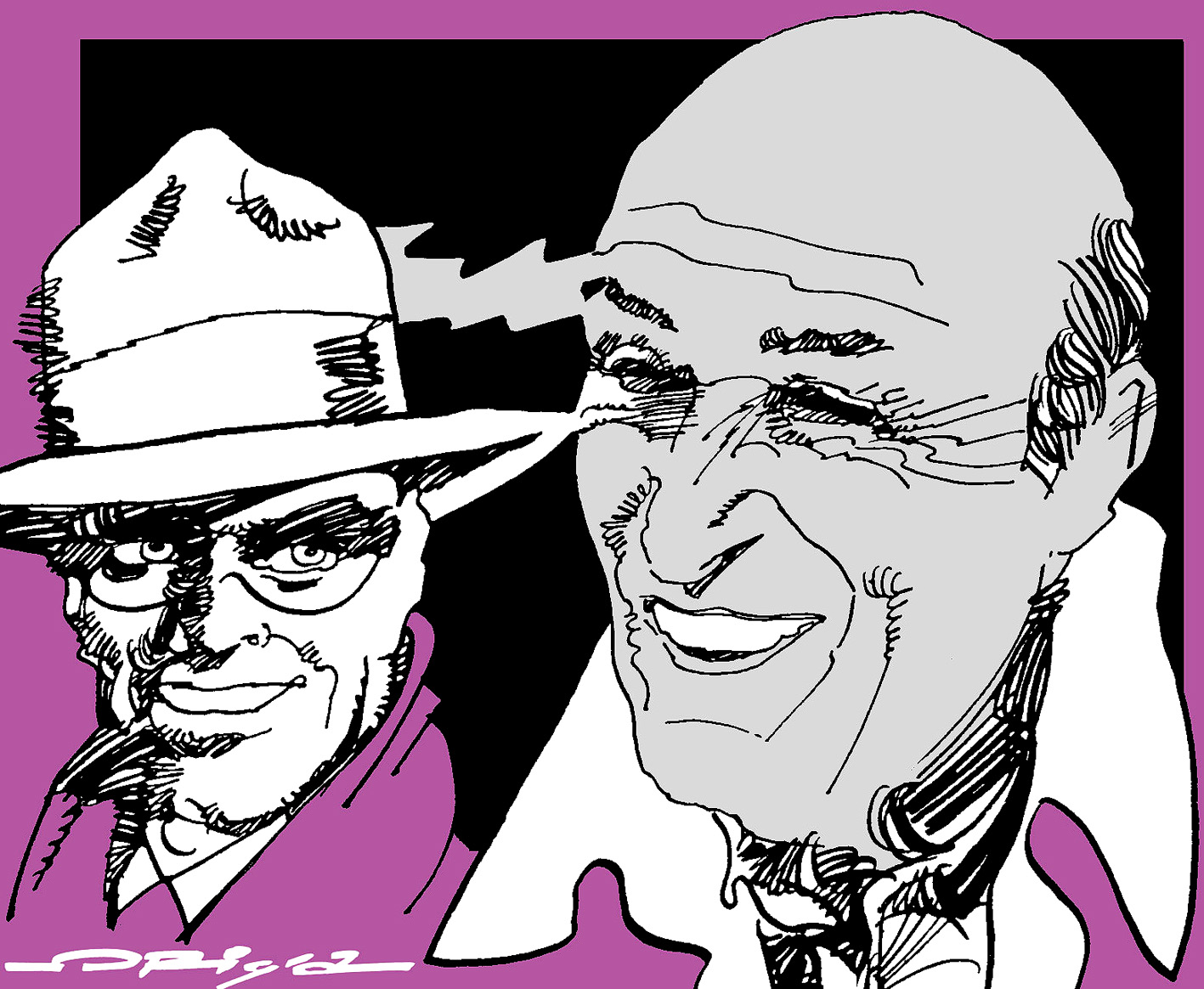
The Spirit, a l'esquerra, amb barret, i el seu creador

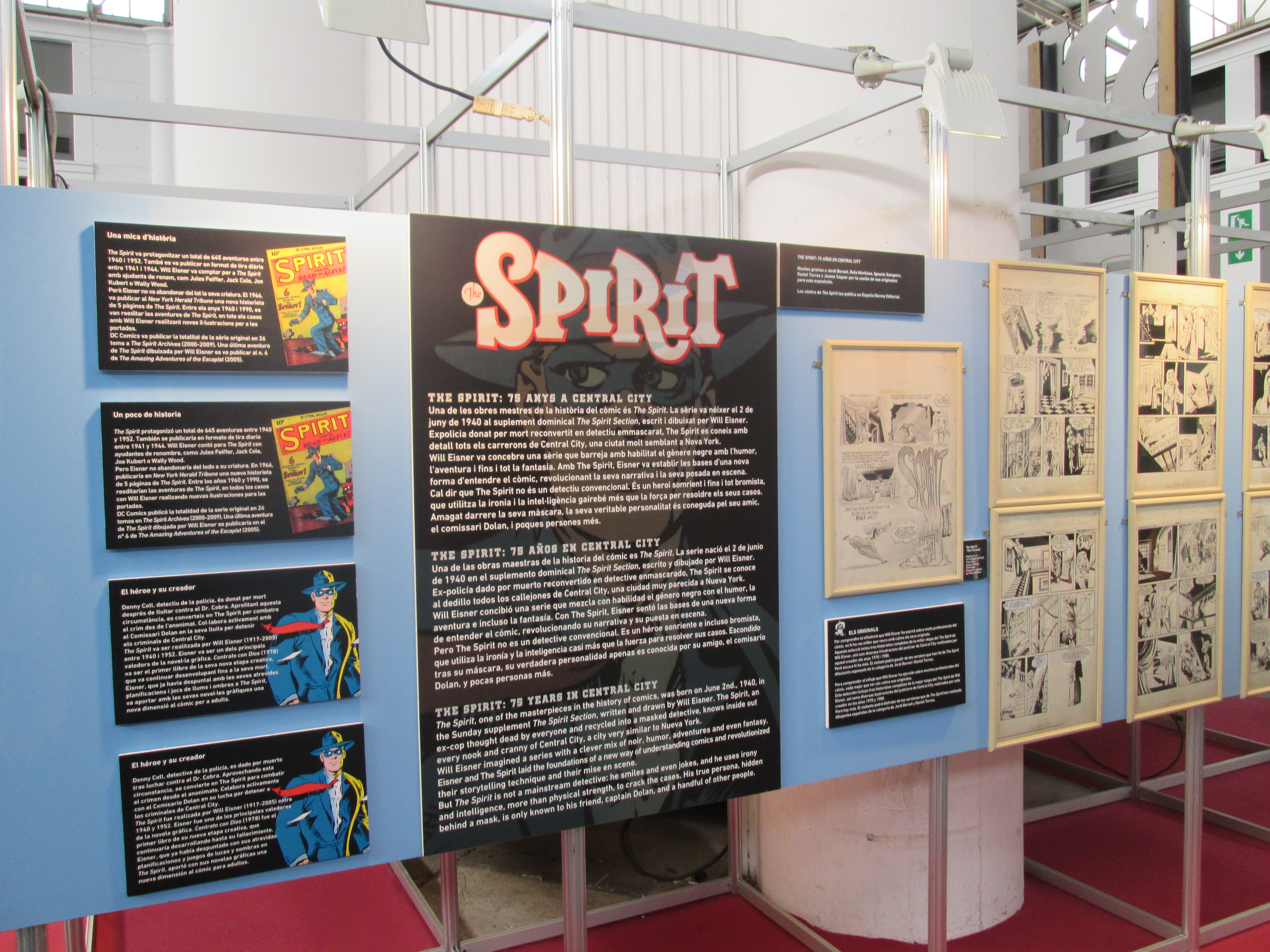
The Spirit: 75 anys a Central City. Exposició al Saló Internacional del Còmic dedicada a commemorar el 75è aniversari del naixement de The Spirit, el famós heroi emmascarat creat el 1940 per Will Eisner.

## Història de les publicacions
Les narracions, normalment conclusives cada setmana, varien àmpliament de temàtica des del gènere negre i policíac fins al de terror i misteri, passant per la comèdia, narracions romàntiques o d'aventures. Trames que barregen alguns d'aquests gèneres són prou habituals, de manera que presenten girs inusuals per a algun dels gèneres que la integren.
Cada episodi era la part principal d'un comic book en paper i grandària tabloide, de 16 pàgines, que es venia com a part d'uns 20 periòdics dominicals amb una tirada de cinc milions de còpies. "The Spirit Section", com s'anomenava col·loquialment, es va estrenar el 2 de juny de 1940 i va continuar fins al 5 d'octubre de 1952. Generalment incloïa altres dues tires de 4 pàgines (inicialment Mr. Mystic i Lady Luck), i més material de rebliment. Eisner va treballar com a editor, però també va escriure i va dibuixar la majoria de les entrades. Normalment, després dels primers mesos, les creava amb "negres" no acreditats com a col·laboradors, com l'escriptor Jules Feiffer i artistes Jack Cole i Wally Wood, encara que amb la singular visió d'Eisner del personatge com a factor d'unió.

## Biografia de Ficció
El còmic narra les aventures d'un justicier emmascarat, Denny Colt, que lluita contra el crim sota l'àlies 'The Spirit' amb el suport del cap de policia local. Encara que el nom autèntic del personatge és Denny Colt, aquest a penes s'empra, i apareix sempre com Spirit.